# آنی (خدا)

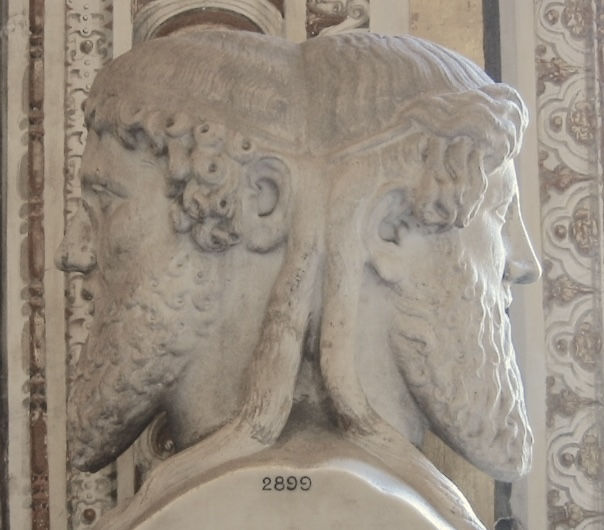
مجسمه یانوس، خدای دوچهره رومی که تصور می‌شود با آنی در اساطیر اتروسک، یکی باشد (موزه واتیکان)

در اساطیر اتروسکی، آنی خدای آسمان است. او به عنوان خدایی که در بالاترین طبقات آسمان سکونت دارد، مشخص می‌شود. آنی گاهی با دو چهره به تصویر کشیده شده‌است و احتمالاً با آنو، خدای اکدی و یانوس، خدای رومی معادل می‌باشد.